# Dia Nacional de Luta dos Povos Indígenas
O Dia Nacional de Luta dos Povos Indígenas é celebrado, no Brasil, no dia 7 de fevereiro. Foi instituído em 2008, pela Lei n.º 11.696, de 12 de junho de 2008.

### História
O dia 7 de fevereiro foi escolhido para a efeméride em lembrança do dia de morte, em 1756, da liderança guarani Sepé Tiaraju durante Batalha do Caiboté. Este foi um dos muitos levantes indígenas contra colonizadores europeus. Tiaraju liderou a revolta indígena na região do Sete Povos das Missões contra o Tratado de Madri. Contexto em que os povos indígenas lutavam pela manutenção de suas terras e modos de vida originários.  Sepé Tiaraju foi escolhido como símbolo nacional da resistência anticolonial.
No Brasil contemporâneo, a luta indígena é fundamental para a garantia dos direitos básicos frente ao estado nacional.

Em 2025, pautas de luta dos povos indígenas são, por exemplo, pela melhoria da saúde, contra o marco temporal e queimadas criminosas em territórios nativos.